# Les Pontets
Les Pontets sont une commune française située dans le département du Doubs, la région culturelle et historique de Franche-Comté et la région administrative Bourgogne-Franche-Comté.
Ses habitants se nomment les Pontessiens et Pontessiennes.

## Géographie
Le village des Pontets se situe au fond d’une dépression orientée nord-est/sud-ouest, à une altitude de 1000 mètres. Il s’agit d’un synclinal parallèle au val de Mouthe, allant de Crouzet au nord jusqu’au lac Saint-Point au sud.
Les sommets principaux sont le Tuchet (1 227 m) et le Saint-Sorlin (1 237 m), tous deux situés sur la limite avec le département du Jura.
Dans la partie basse de la commune, les eaux s’accumulent, générant des marais et des étangs, ainsi que des pertes karstiques absorbant les trop-pleins et les eaux de la source de la Tranchée.

### Toponymie
Des Pontes en 1485 ; Les Pontets en 1614 ; Pontet au XVIIIe siècle.

### Climat
Pour des articles plus généraux, voir Climat de la Bourgogne-Franche-Comté et Climat du Doubs.
En 2010, le climat de la commune est de type climat de montagne, selon une étude du Centre national de la recherche scientifique s'appuyant sur une série de données couvrant la période 1971-2000. En 2020, Météo-France publie une typologie des climats de la France métropolitaine dans laquelle la commune est exposée à un climat de montagne ou de marges de montagne et est dans la région climatique Jura, caractérisée par une forte pluviométrie en toutes saisons (1 000 à 1 500 mm/an), des hivers rigoureux et un ensoleillement médiocre.
Pour la période 1971-2000, la température annuelle moyenne est de 6,7 °C, avec une amplitude thermique annuelle de 16,3 °C. Le cumul annuel moyen de précipitations est de 1 735 mm, avec 13,7 jours de précipitations en janvier et 11,3 jours en juillet. Pour la période 1991-2020, la température moyenne annuelle observée sur la station météorologique de Météo-France la plus proche, « Mouthe », sur la commune de Mouthe à 2 km à vol d'oiseau, est de 6,9 °C et le cumul annuel moyen de précipitations est de 1 677,4 mm. 
La température maximale relevée sur cette station est de 36 °C, atteinte le 1er juillet 1952 ; la température minimale est de −36,7 °C, atteinte le 13 janvier 1968,,.
Les paramètres climatiques de la commune ont été estimés pour le milieu du siècle (2041-2070) selon différents scénarios d'émission de gaz à effet de serre à partir des nouvelles projections climatiques de référence DRIAS-2020. Ils sont consultables sur un site dédié publié par Météo-France en novembre 2022.

## Urbanisme

### Typologie
Au 1er janvier 2024, Les Pontets sont catégorisés commune rurale à habitat dispersé, selon la nouvelle grille communale de densité à 7 niveaux définie par l'Insee en 2022.
Elle est située hors unité urbaine et hors attraction des villes,.

### Occupation des sols
L'occupation des sols de la commune, telle qu'elle ressort de la base de données européenne d’occupation biophysique des sols Corine Land Cover (CLC), est marquée par l'importance des forêts et milieux semi-naturels (52 % en 2018), en diminution par rapport à 1990 (57,2 %). La répartition détaillée en 2018 est la suivante : 
forêts (48,8 %), zones agricoles hétérogènes (29,6 %), terres arables (16,1 %), milieux à végétation arbustive et/ou herbacée (3,2 %), prairies (2,3 %). L'évolution de l’occupation des sols de la commune et de ses infrastructures peut être observée sur les différentes représentations cartographiques du territoire : la carte de Cassini (XVIIIe siècle), la carte d'état-major (1820-1866) et les cartes ou photos aériennes de l'IGN pour la période actuelle (1950 à aujourd'hui).

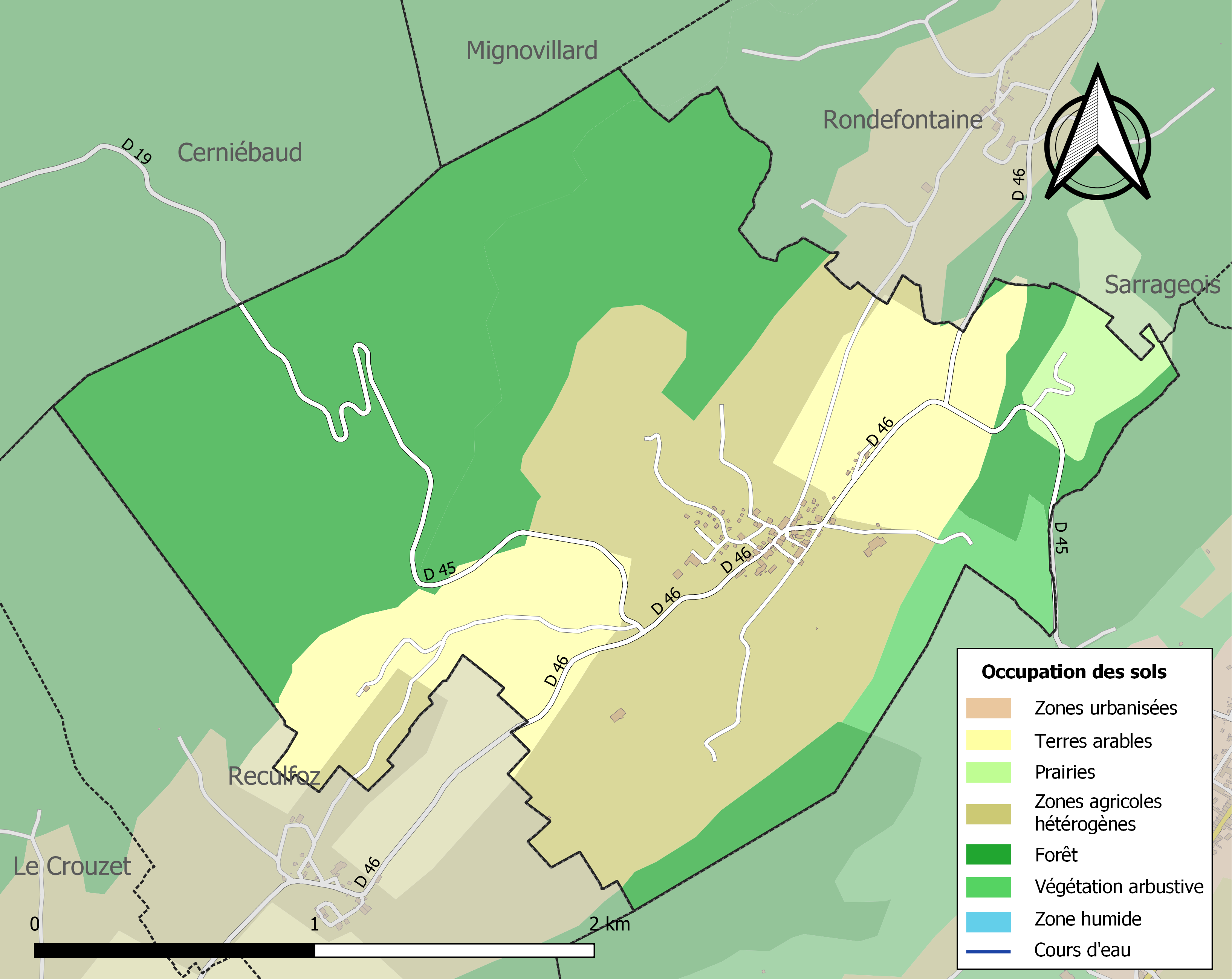
Carte des infrastructures et de l'occupation des sols de la commune en 2018 (CLC).

## Histoire
L'histoire du village se confond dans les premiers siècles avec celle de la seigneurie du prieuré de Mouthe, lui même rattaché à l'Abbaye de St Oyend. La première mention du village est donnée par une charte du prieur Jean de la Fertey le 1er avril 1331 diminuant les redevances et corvées dont étaient redevables les abergeurs.
La limite de la commune coté Nozeroy fait l'objet d’arbitrage de la part des comtes de Bourgogne le 7 Novembre 1469 après un conflit datant de 1432 à propos d'un essartement accru de la part des communautés de Rondefontaine et des Pontets. La limite définitive a été fixée par traité le 24 octobre 1761 (douze bornes furent plantées à la suite).
En 1479 le village est saccagé et rançonné de 400 florins par les troupes françaises pour sa fidélité au comté de Bourgogne.
Le village partage le sort de nombre de villages durant la guerre de 10 ans (épisode Franc-Comtois de la guerre de 30 ans) par la destruction total du hameau du Bougnons en 1639 par les troupes de Weimar. La peste s'est également lourdement abattue sur le village à cette période, un cimetière spécifique le long de la route de Rondefontaine en témoigne.
Le village tout comme la seigneurie de Mouthe est octroyé au collège jésuite de Dole par un acte du Parlement de Franche comté du 22 juin 1582 après accord du roi d'Espagne Philippe II (le 16 janvier).
Les habitants du village sont resté mainmortable jusqu'à la révolution Française.
Bien que soumis au régime de la mainmorte, les prieurs ont facilité le développement de la communauté en lui accordant une relative autonomie. Cela se manifeste, par exemple, par l’élection de leurs prud’hommes, ou encore par l’attribution de portions forestières — comme en 1399 pour la forêt du Turchet.
Aux XVe et XVIe siècles, la population augmente régulièrement :
- 18 personnes sont taxées en 1519-1520,
- 26 en 1551,
- et 30 en 1587.

À la veille de la guerre de Trente Ans, on compte 56 feux (soit environ 375 personnes), une situation comparable à celle de la terre seigneuriale de Mouthe, avec une moyenne de six personnes par feu.
Après la guerre, en 1696, la population tombe à 36 feux. On recense alors seulement 102 habitants en 1688.
Au XIXe siècle, le village atteint sa population maximale : 199 habitants en 1820, avant de connaître un déclin démographique, avec seulement 69 habitants en 1982.
Lors de l’enquête de 1688, en plus des 102 habitants, le village compte 10 chèvres, 14 chevaux et 235 bêtes à cornes. En 1795, on recense 15 chevaux et 95 ovins.
La culture céréalière est très compliquée à cette altitude. En 1793, on récolte 1 457 mesures d’avoine, 454 d’orge et seulement 3 de froment. Le village aura toujours du mal à satisfaire les diverses réquisitions en la matière.
La polyculture se maintient au XIXe siècle. En 1846, le village compte 41 maisons. Les terres labourables s’étendent sur 204 hectares, les pâtures sur 137 hectares, et les bois sur 93 hectares. Les pâturages nourrissent 139 vaches en 1858, dont le lait est acheminé vers la fromagerie coopérative. Celle-ci regroupe 27 sociétaires et produit 11 tonnes de fromage par an en 1856.
Les terres labourables occupent en 1909 une surface de 24 hectares, avant de disparaître progressivement en 1983. Les pâtures couvrent alors 223 hectares. Le cheptel bovin passe de 100 têtes en 1909 à 400 en 1980. La production de fromage évolue de 331 tonnes en 1929 à 1 653 tonnes en 1980. Le remembrement a lieu entre 1971 et 1975.
Une école est présente dans la commune jusqu’en 1971.

### Situation religieuse
La terre seigneuriale de Mouthe ne comptait qu’une seule paroisse au Moyen Âge. Tous les habitants devaient se rendre à l’église du prieuré. Les Pontets obtiennent la construction d’une chapelle en 1443.
La pratique religieuse est très importante : en 1794, le comité révolutionnaire note que peu de gens travaillent le dimanche. Elle diminue par la suite, au point que des missions sont organisées après 1860. L’église actuelle est édifiée de 1845à 1931 sur l’emplacement de la chapelle.

### Équipements communaux
Voici les principales constructions :
- Maison d’école : 1878
- Cimetière actuel : 1906
- Poids public : 1925
- Électrification : 1918
- Adduction d’eau : 1828 et 1929

## Politique et administration
| Période                                  | Période                     | Identité                                     | Étiquette | Qualité     |
| ---------------------------------------- | --------------------------- | -------------------------------------------- | --------- | ----------- |
| 1831                                     | 1837                        | Claude Napoléon Jouffroy                     |           | Percepteur  |
| vers 1845                                |                             | Gillard                                      |           |             |
| 1959                                     | 1989                        | Marcel Scalabrino                            |           |             |
| 1989                                     | 2001                        | Jean-Paul Bouveret                           |           |             |
| 2001                                     | 2008                        | Michel Bessant                               |           |             |
| 2008                                     | 2014                        | Joany Lepine                                 |           |             |
| 2014                                     | En cours (au 1er juin 2020) | Claude Gindre Réélu pour le mandat 2020-2026 | SE        | Agriculteur |
| Les données manquantes sont à compléter. |                             |                                              |           |             |

## Démographie
L'évolution du nombre d'habitants est connue à travers les recensements de la population effectués dans la commune depuis 1793. Pour les communes de moins de 10 000 habitants, une enquête de recensement portant sur toute la population est réalisée tous les cinq ans, les populations de référence des années intermédiaires étant quant à elles estimées par interpolation ou extrapolation. Pour la commune, le premier recensement exhaustif entrant dans le cadre du nouveau dispositif a été réalisé en 2008.

En 2022, la commune comptait 137 habitants, en évolution de −1,44 % par rapport à 2016 (Doubs : +1,88 %, France hors Mayotte : +2,11 %).
| 1793 | 1800 | 1806 | 1821 | 1831 | 1836 | 1841 | 1846 | 1851 |
| ---- | ---- | ---- | ---- | ---- | ---- | ---- | ---- | ---- |
| 162  | 181  | 195  | 199  | 168  | 177  | 143  | 175  | 197  |

| 1856 | 1861 | 1866 | 1872 | 1876 | 1881 | 1886 | 1891 | 1896 |
| ---- | ---- | ---- | ---- | ---- | ---- | ---- | ---- | ---- |
| 186  | 187  | 160  | 191  | 169  | 184  | 179  | 170  | 149  |

| 1901 | 1906 | 1911 | 1921 | 1926 | 1931 | 1936 | 1946 | 1954 |
| ---- | ---- | ---- | ---- | ---- | ---- | ---- | ---- | ---- |
| 137  | 152  | 153  | 127  | 108  | 110  | 98   | 82   | 87   |

| 1962 | 1968 | 1975 | 1982 | 1990 | 1999 | 2006 | 2008 | 2013 |
| ---- | ---- | ---- | ---- | ---- | ---- | ---- | ---- | ---- |
| 93   | 100  | 73   | 69   | 65   | 84   | 100  | 104  | 140  |

| 2018 | 2022 | - | - | - | - | - | - | - |
| ---- | ---- | - | - | - | - | - | - | - |
| 132  | 137  | - | - | - | - | - | - | - |

## Lieux et monuments
L'étang des Pontets ou lac du Trouillot est un petit plan d'eau entouré d'une zone humide remarquable.
Le lac fait partie du site Ramsar "Tourbières et lacs de la montagne Jurassienne" depuis février 2021.

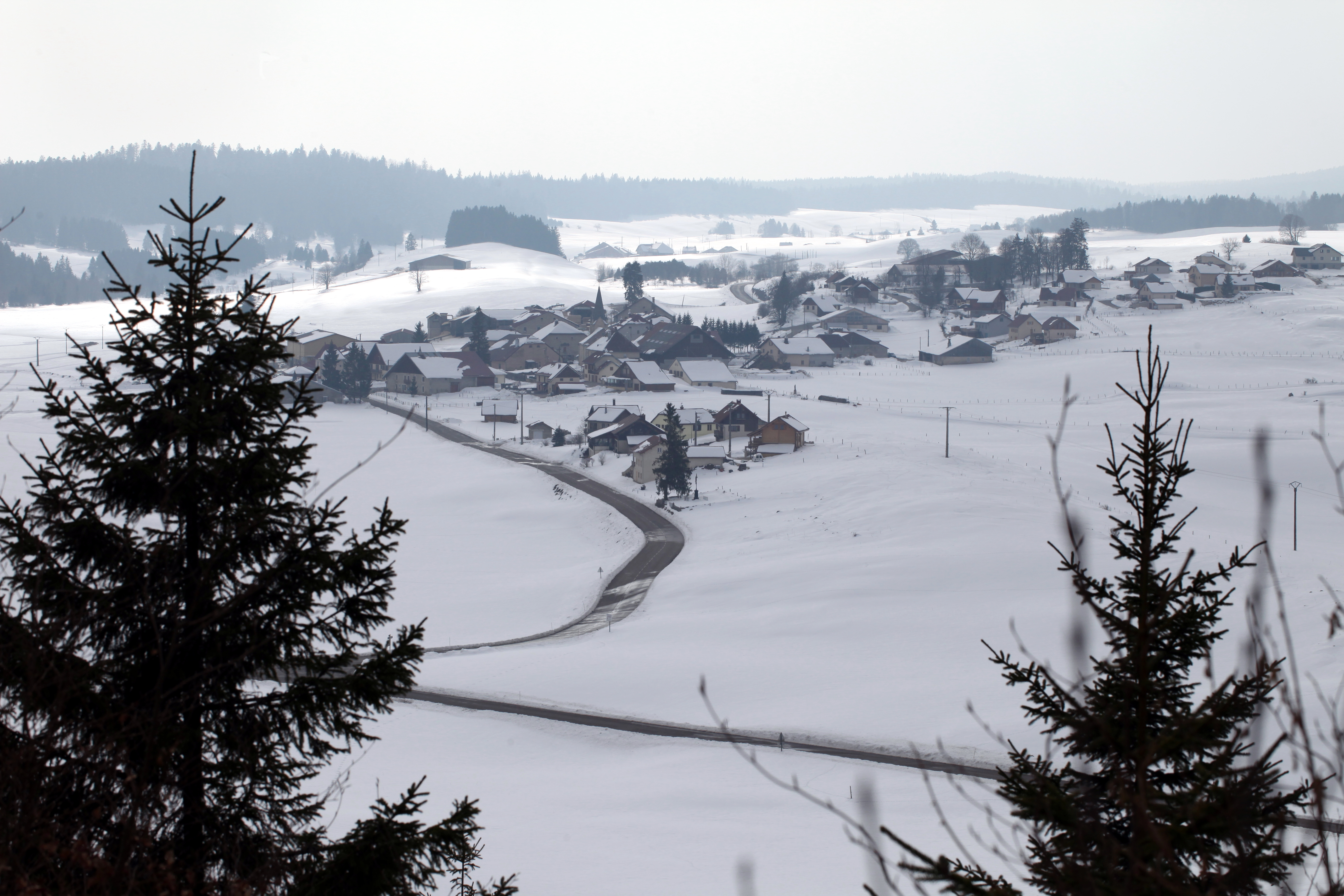
Vue générale.
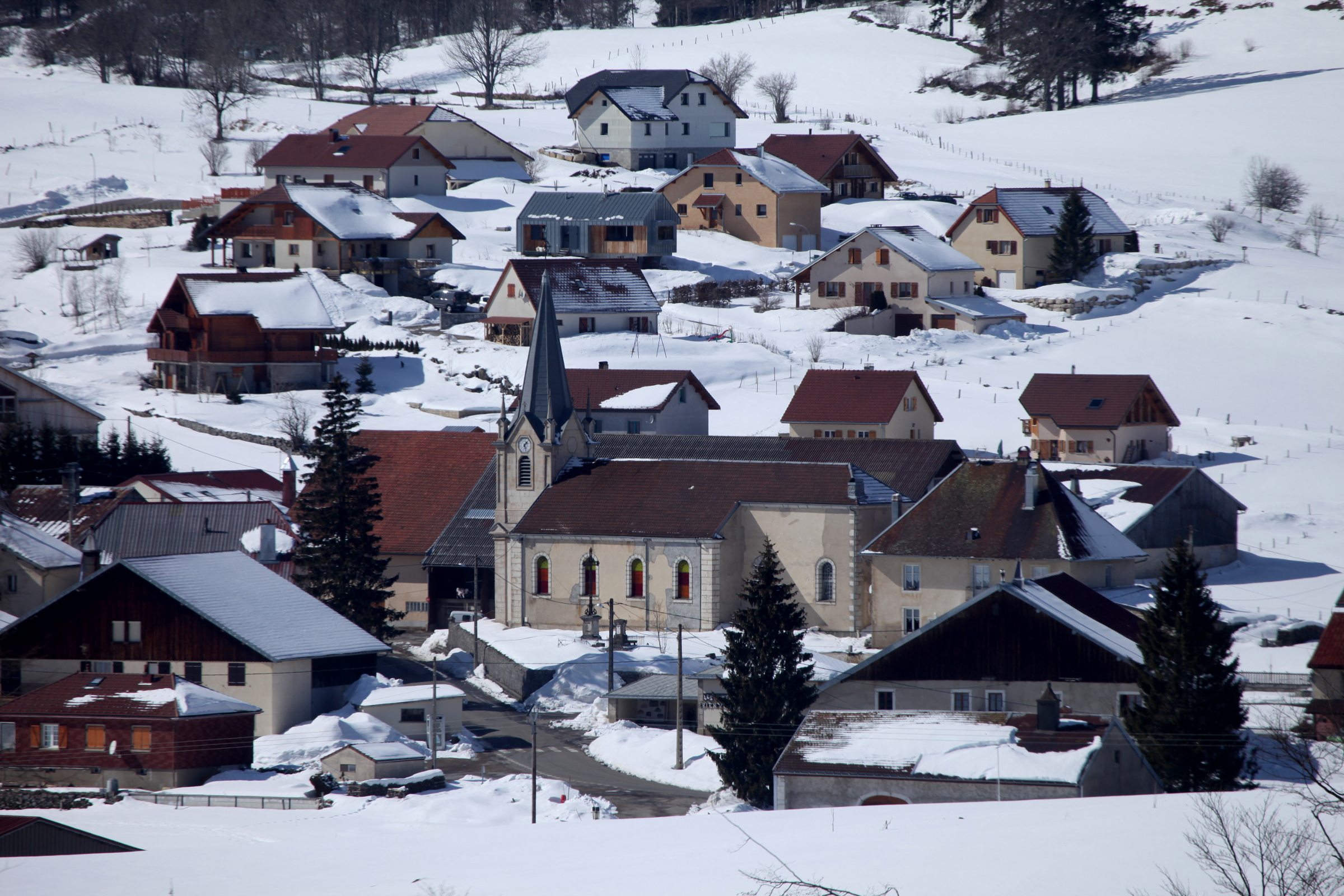
Église des Pontets.
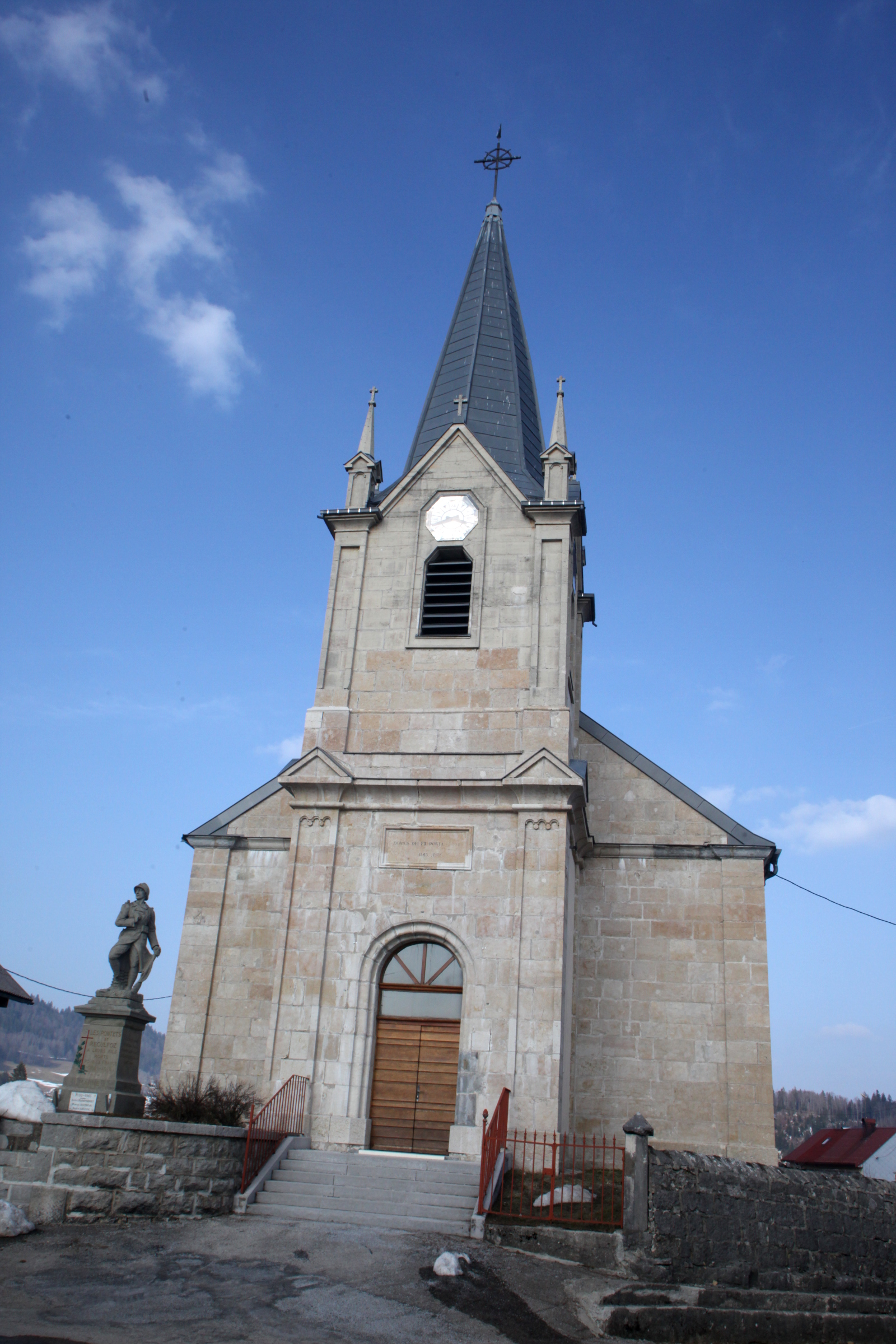
Église des Pontets.
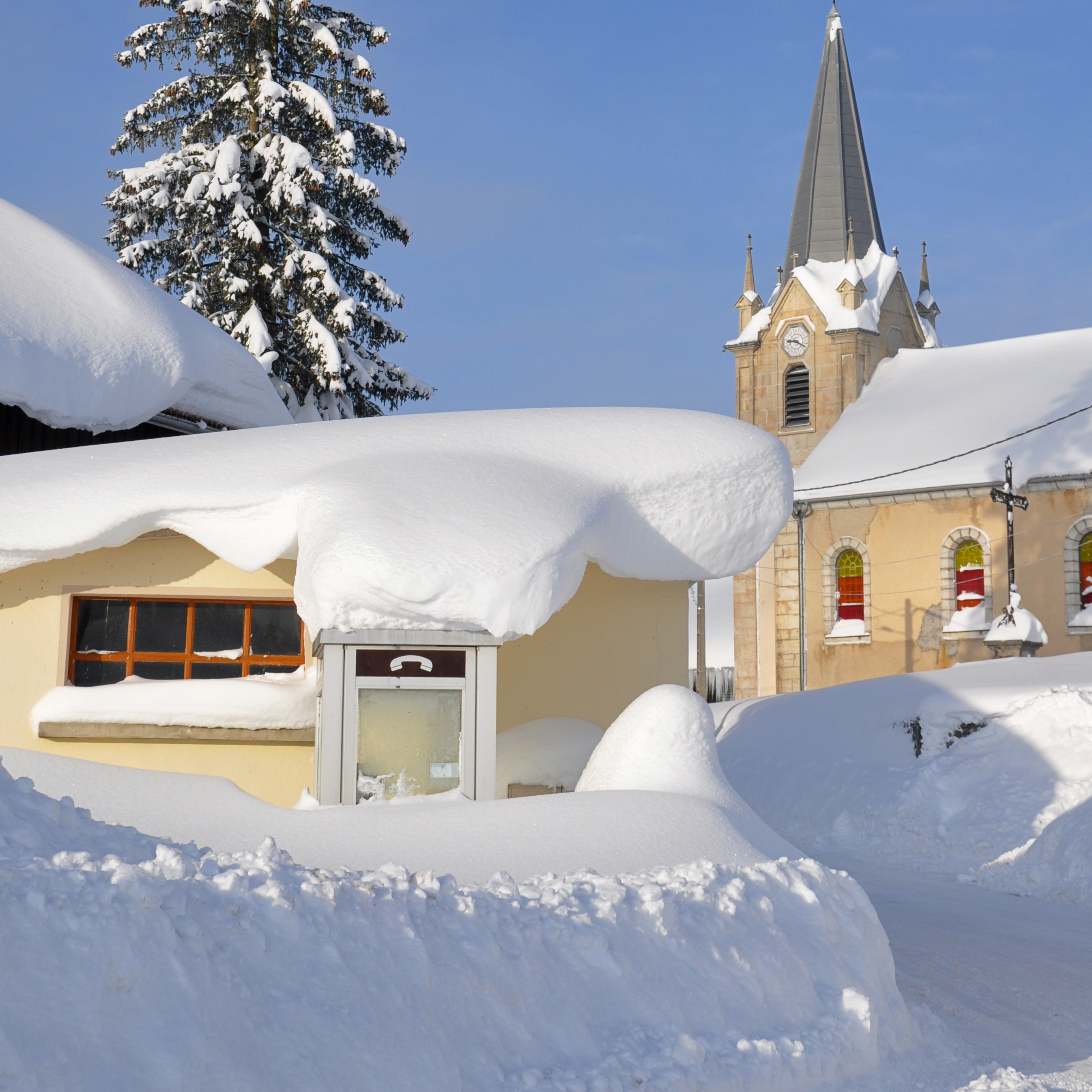
Les Pontets sous la neige.
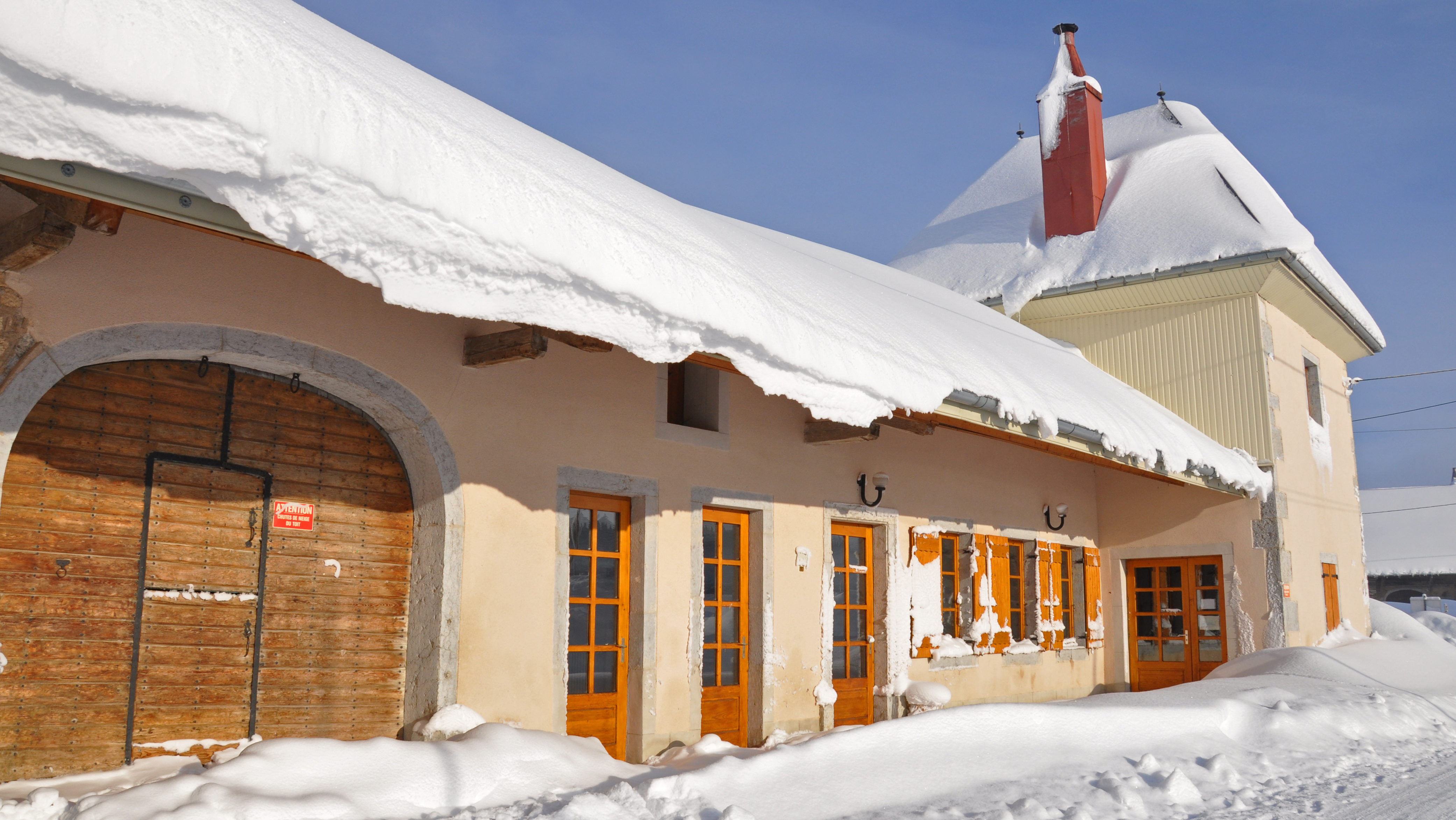
La salle des fêtes.
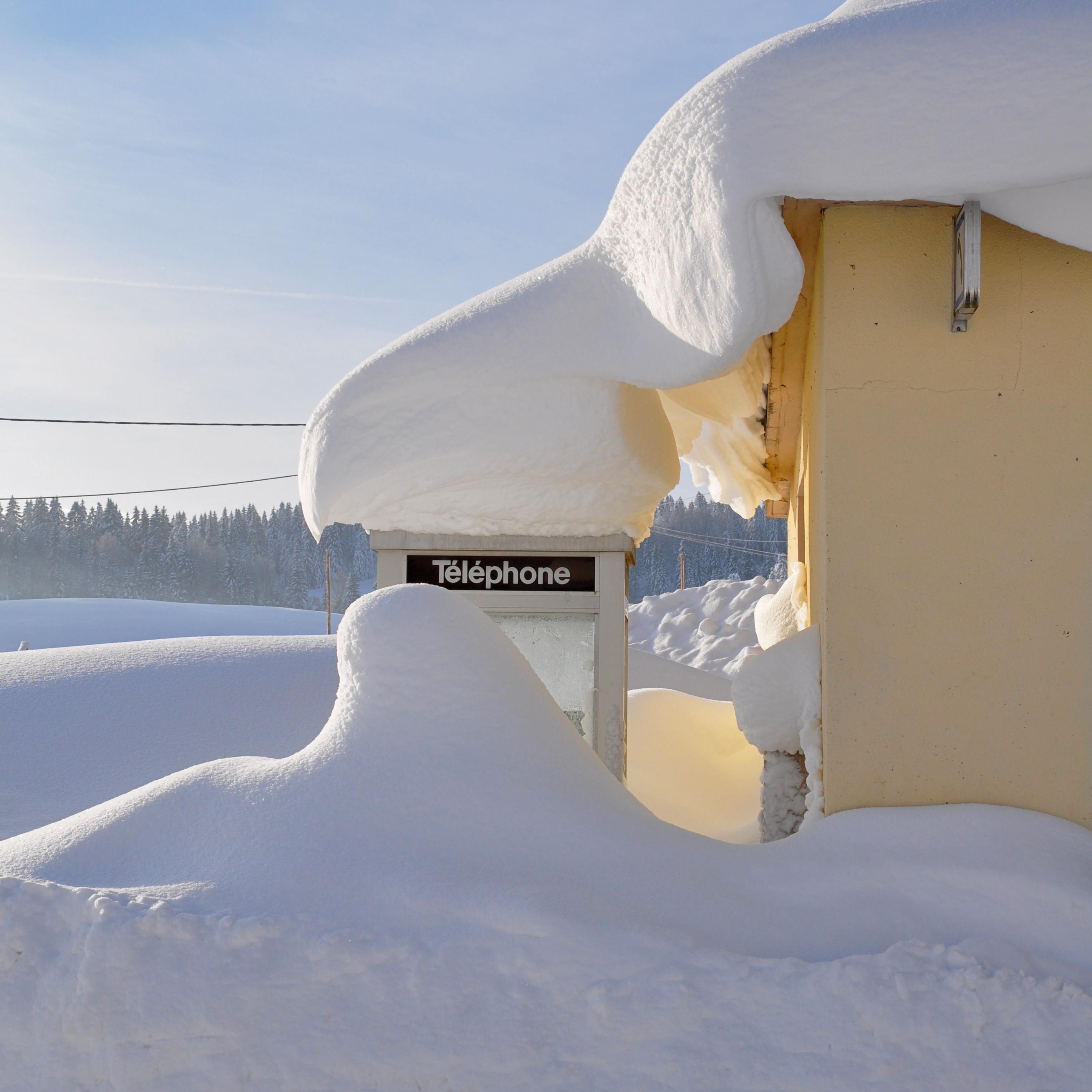
Cabine sous la neige.
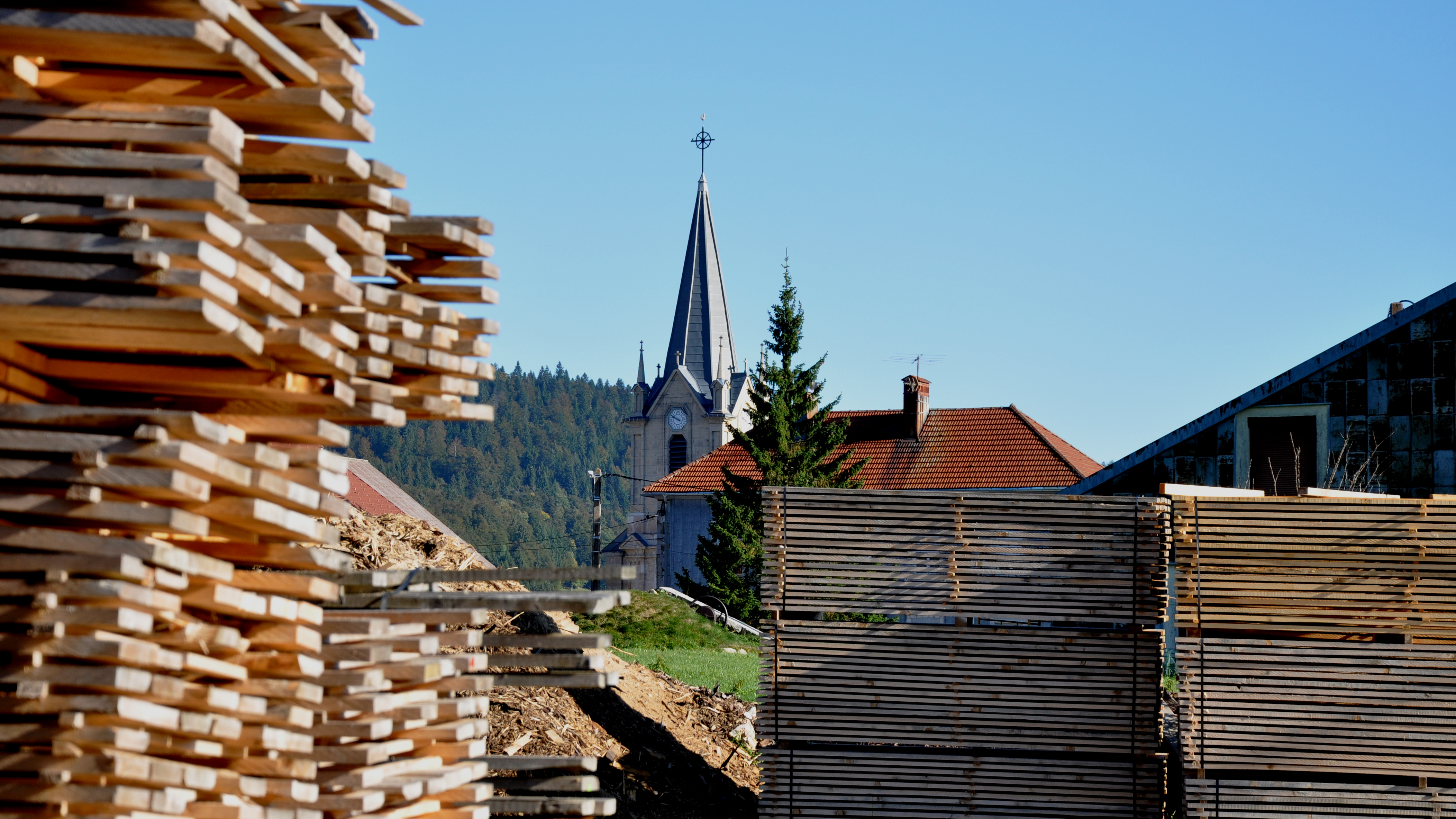
Vue de la scierie.
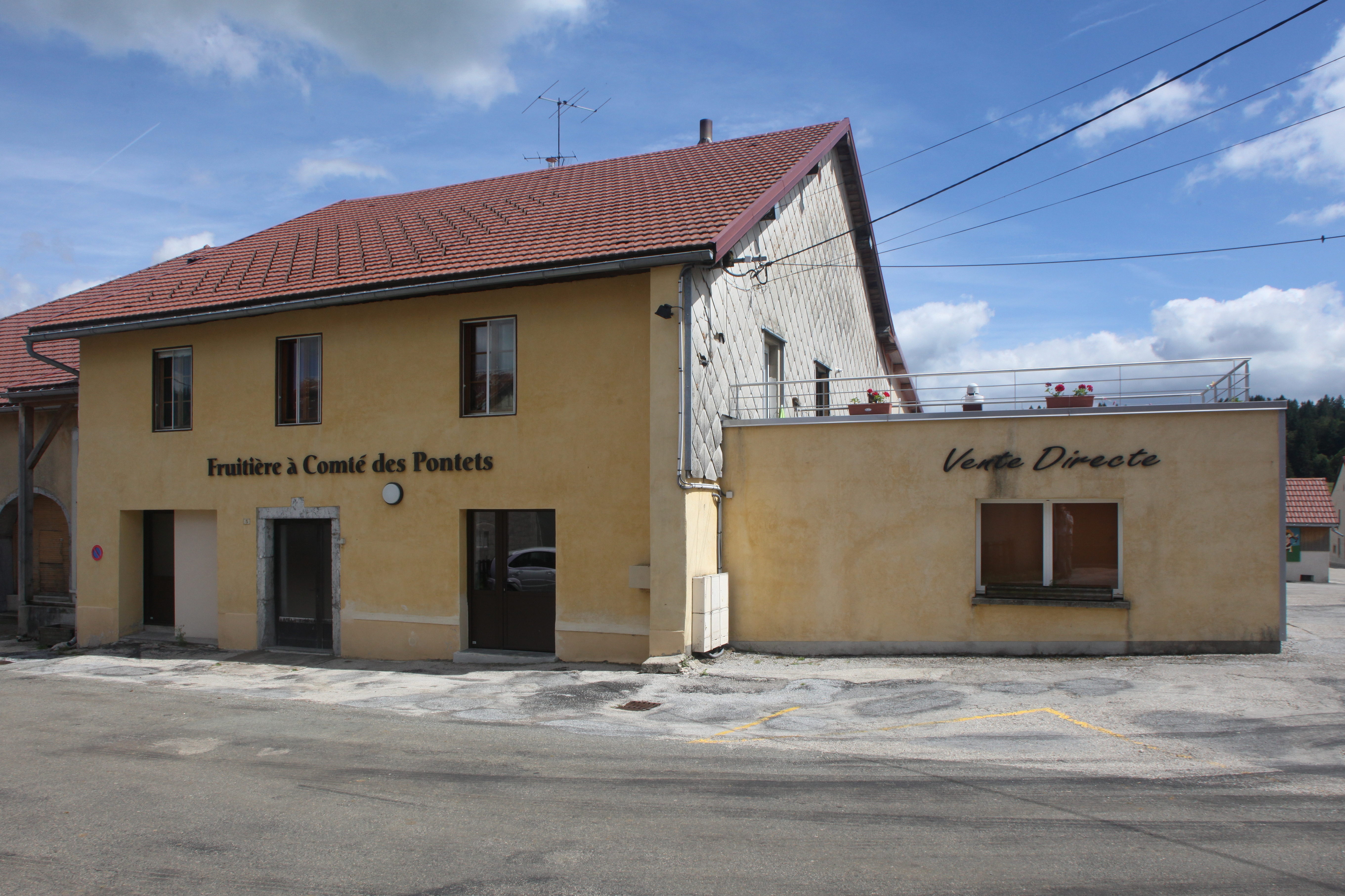
La fruitière.
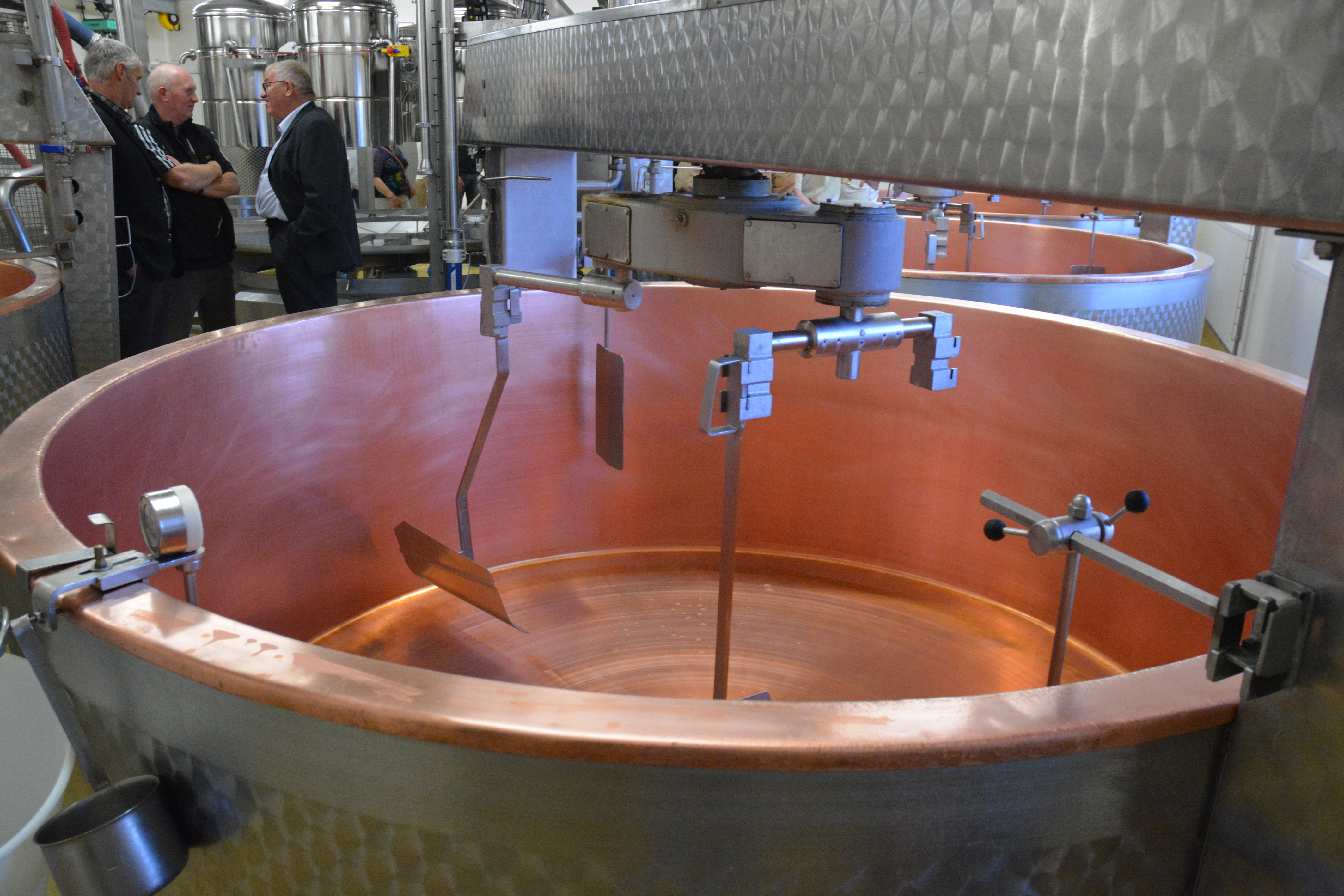
Cuves de la fruitière
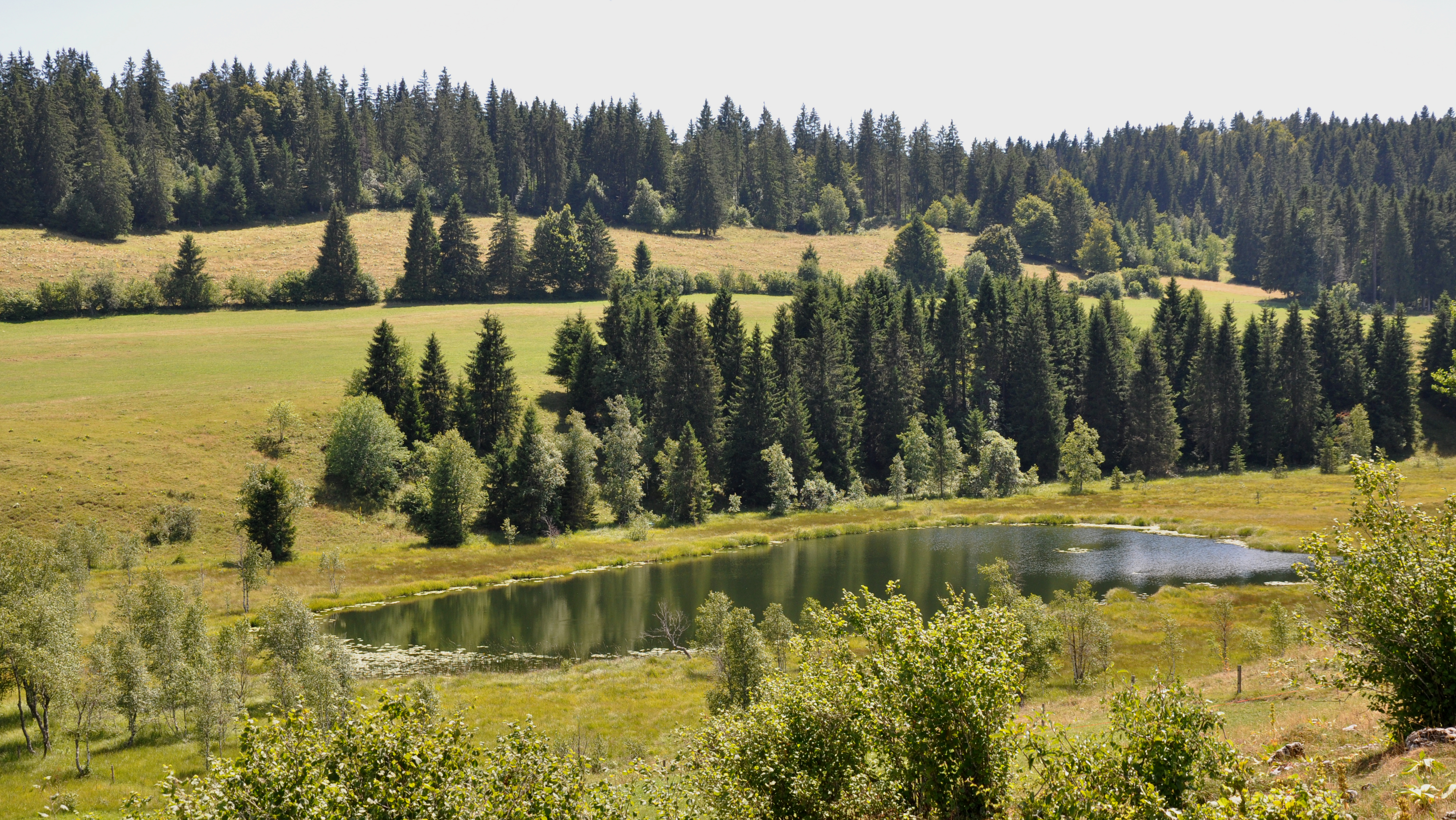
Le lac du Trouillot.
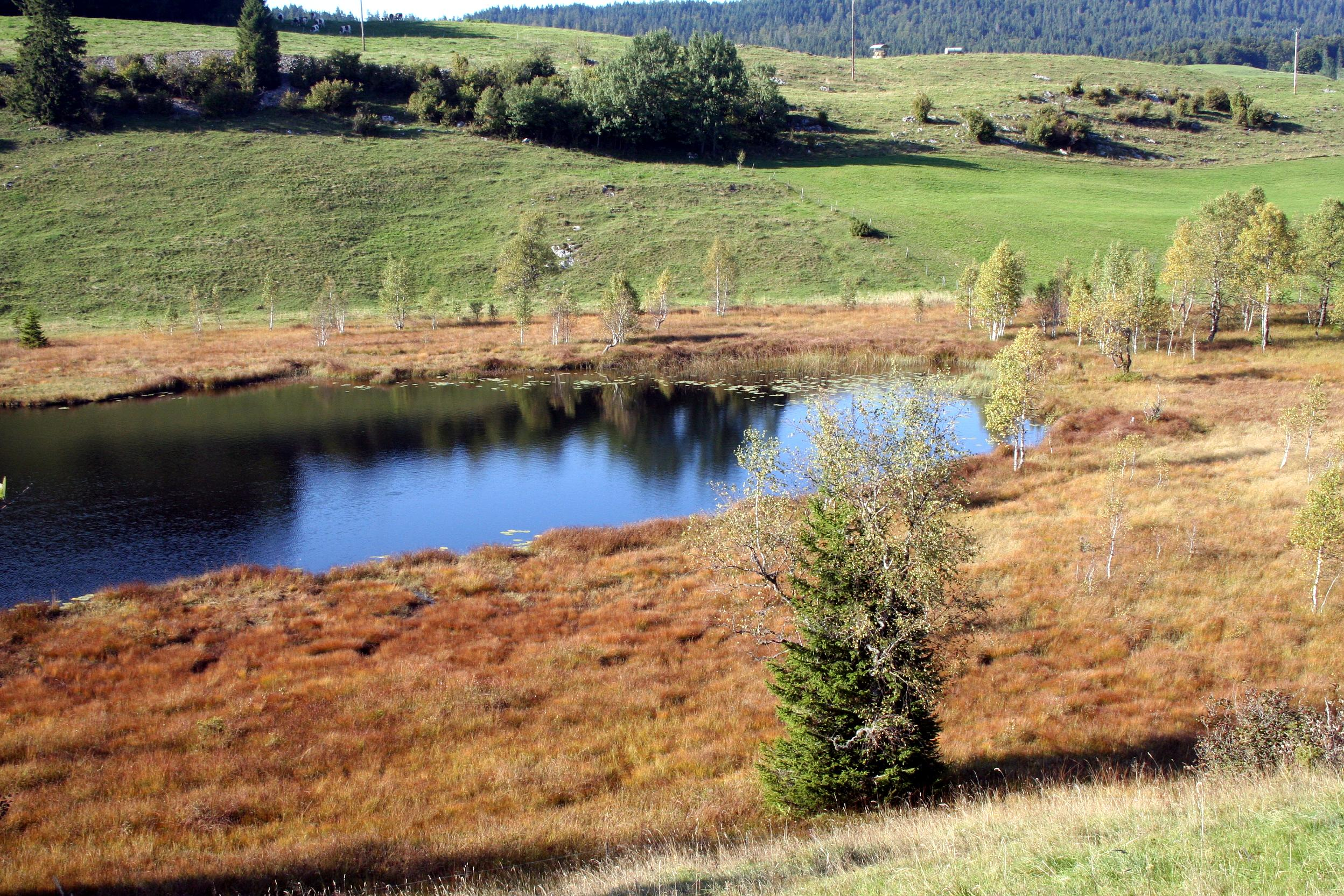
Le lac du Trouillot.
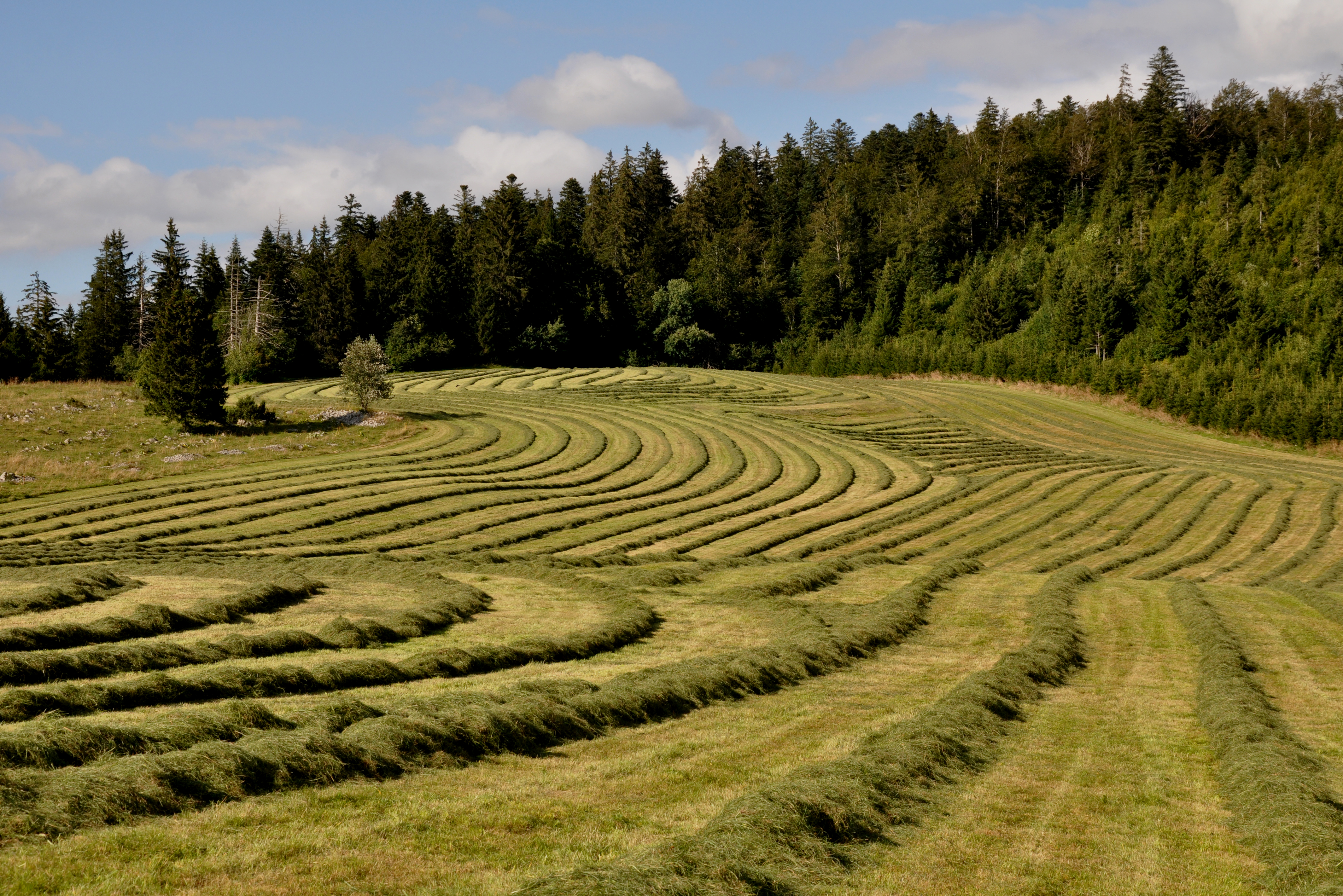
Fenaison aux Pontets.
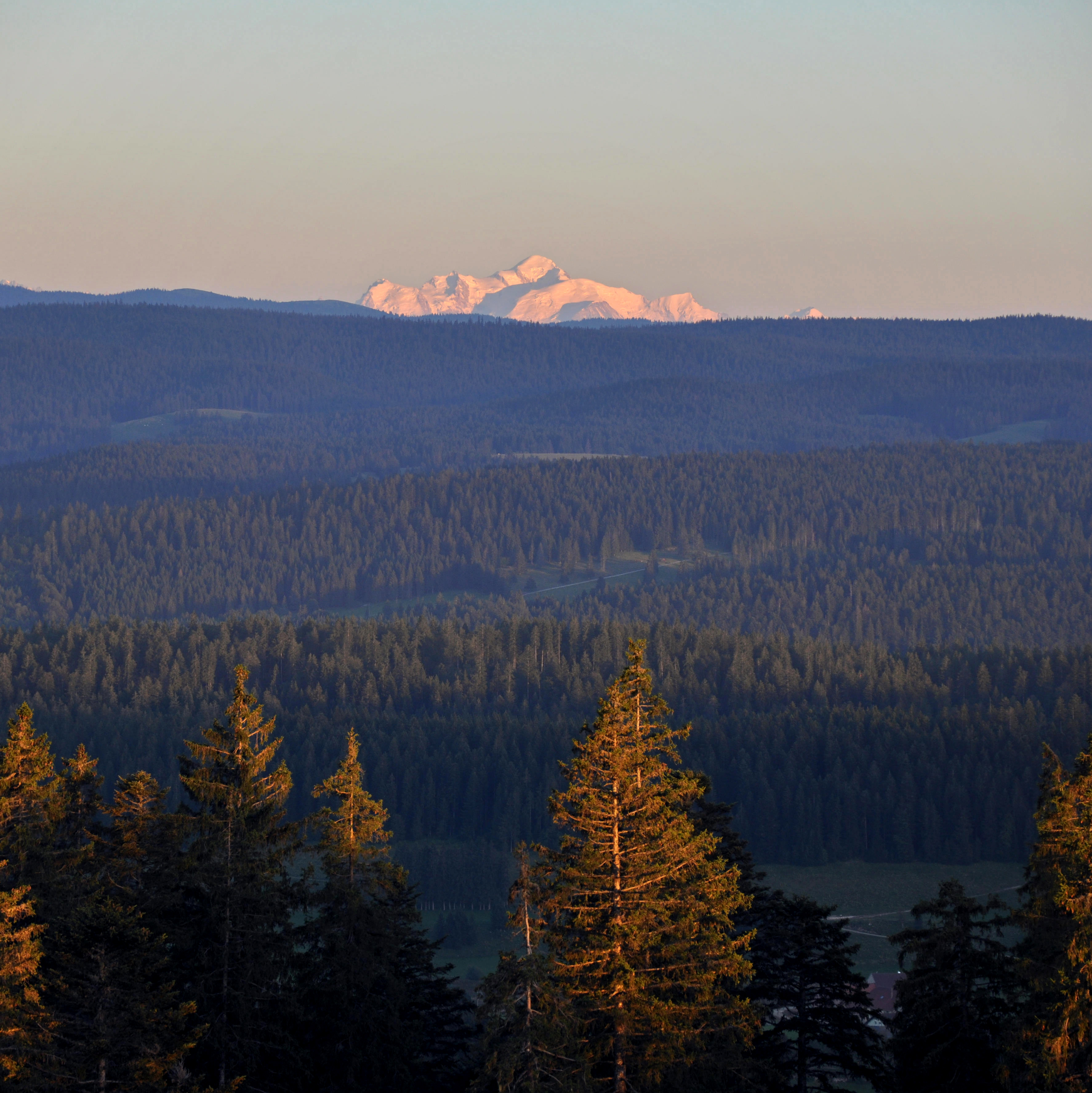
Vue sur le Mont-Blanc depuis le sommet du Saint-Sorlin.
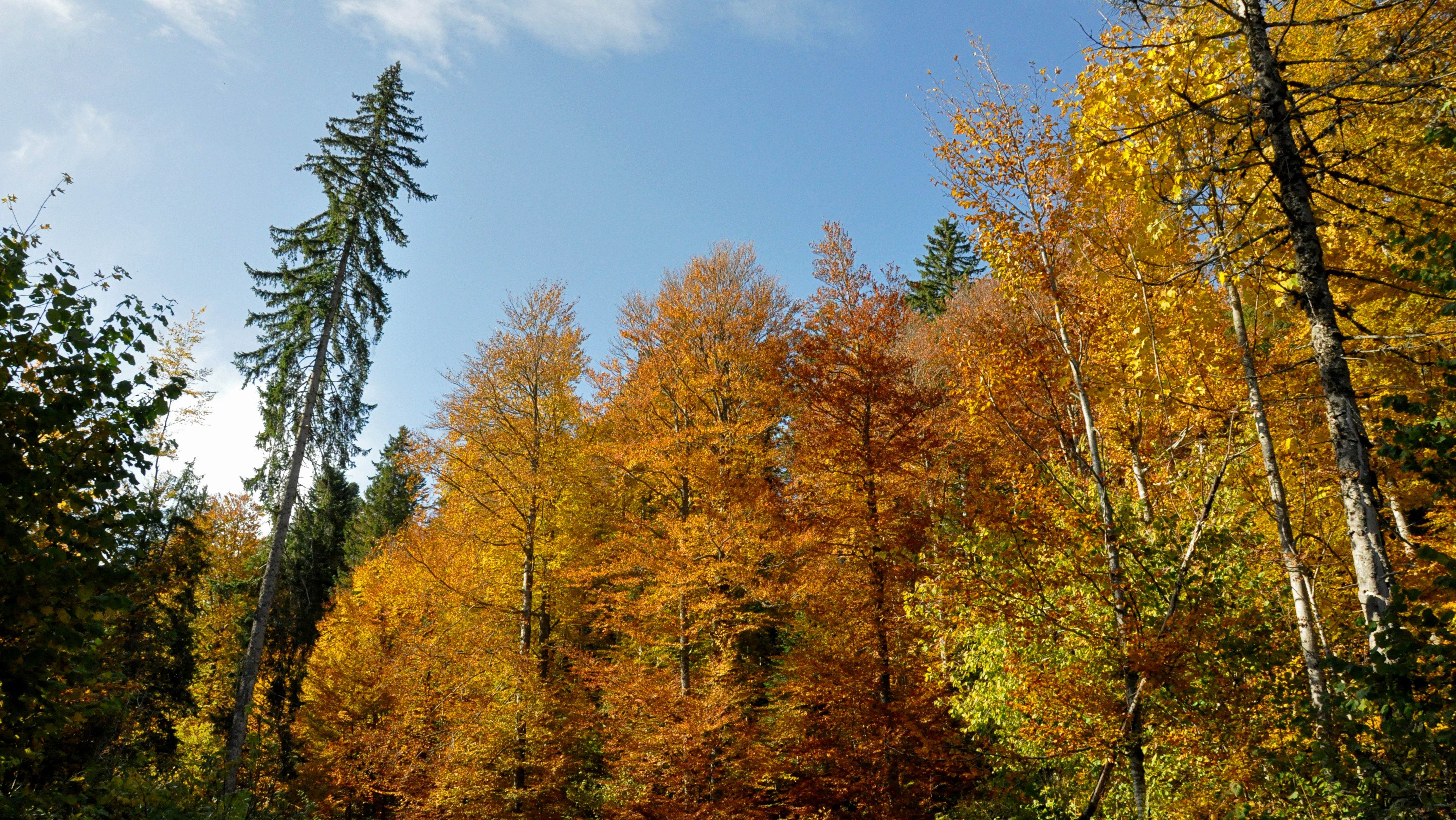
Couleurs d'automne.
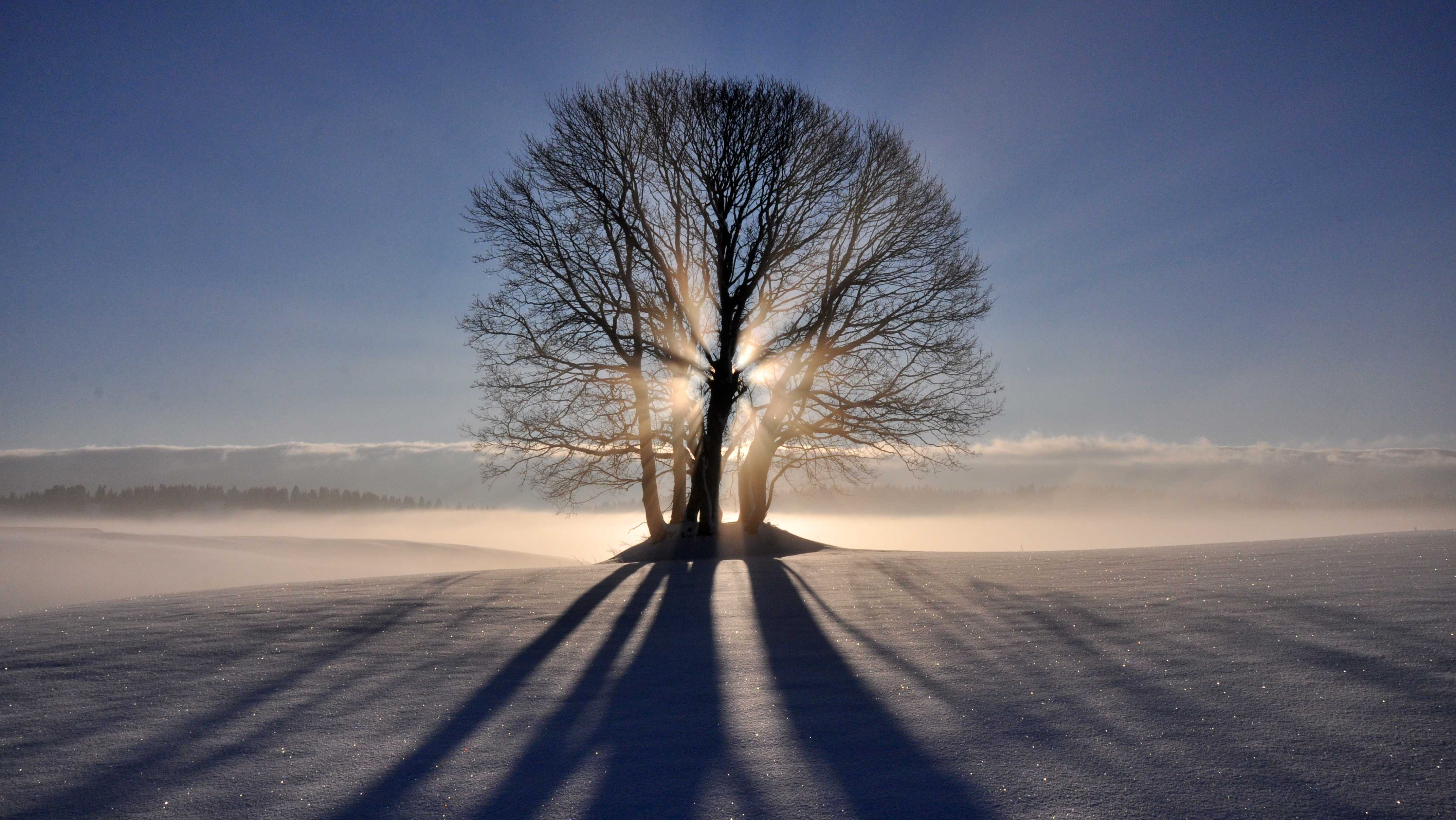
Ambiance d'hiver.

## Personnalités liées à la commune
- Théodore Simon Jouffroy (1796-1842), philosophe, est né sur la commune.